# Andrea Jaeger

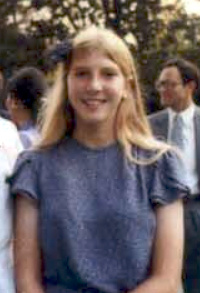
Andrea Jaeger em 1981

Andrea Jaeger (Chicago, 4 de junho de 1965) é uma ex-tenista profissional estadunidense.

## Grand Slam finais

### Simples: 2 finais (0 título, 2 vices)
| Posição | Ano  | Campeonato    | Piso   | Oponente            | Placar        |
| ------- | ---- | ------------- | ------ | ------------------- | ------------- |
| Vice    | 1982 | Roland Garros | Saibro | Martina Navratilova | 7–6(8–6), 6–1 |
| Vice    | 1983 | Wimbledon     | Grama  | Martina Navratilova | 6–0, 6–3      |

### Duplas Mistas: 1 final (1 título, 0 vice)
| Posição | Ano  | Campeonato    | Piso   | Parceiro    | Oponentes               | Placar   |
| ------- | ---- | ------------- | ------ | ----------- | ----------------------- | -------- |
| Campeã  | 1981 | Roland Garros | Saibro | Jimmy Arias | Betty Stöve Fred McNair | 7–6, 6–4 |

## WTA finals

### Simples: 1 final (0 título, 1 vice)
| Posição | Ano  | Local     | Piso        | Oponente            | Placar        |
| ------- | ---- | --------- | ----------- | ------------------- | ------------- |
| Vice    | 1981 | Nova City | Carpete (I) | Martina Navratilova | 6–3, 7–6(7–3) |